# Мончу
Рамон Родригес Хименес, известен като Мончу, е испански професионален футболист, който играе като полузащитник за клуба от гръцкия Арис Солун.

## Кариера

### Барселона
Роден в Палма, Майорка, Балеарските острови, Мончу се присъедини към младежката формация на ФК Барселона през 2012 г. от РКД Майорка. След като напредна в младежката подготовка, той направи своя старши дебют с резервите на 15 декември 2017 г., влизайки като резерва през второто полувреме на Ориол Бускетс при загубата с 3–1 като гост срещу Кадис в Сегунда дивисион.
Мончу дебютира за първия отбор на 8 август 2020 г., влизайки от резервната скамейка в реванша от осминафиналите на Шампионската лига на УЕФА срещу Наполи.

### Жирона
На 22 септември 2020 г. Мончу се присъедини към Жирона ФК във втора дивизия под наем за сезона, с клауза за откупуване. Той отбеляза първия си гол за Жирона на следващия 18 октомври при домакинска победа с 1:0 срещу Реал Овиедо.

### Гренада
На 16 юли 2021 г. Гранада КФ обяви купуването на Мончу от Барселона при безплатен трансфер, като Барса си запазва правото на 50% от всяка бъдеща продажба и опция за обратно изкупуване. Той направи своя дебют в най-високото ниво на 16 август, започвайки при равенство 0–0 като гост срещу Виляреал.

### Реал Валядолид
На 1 февруари 2022 г. Мончу бе даден под наем на Реал Валядолид във втора дивизия за остатъка от сезона.